# Jozef Ignác Bajza
Jozef Ignác Bajza, slovaški pisatelj, * 5. marec 1755, † 1. februar 1836.
Bajza je napisal prvi slovaški roman Dogodivščine in preizkušnje mladega Reneja.